# Sanktuarium Matki Bożej Trzykroć Przedziwnej w Bydgoszczy

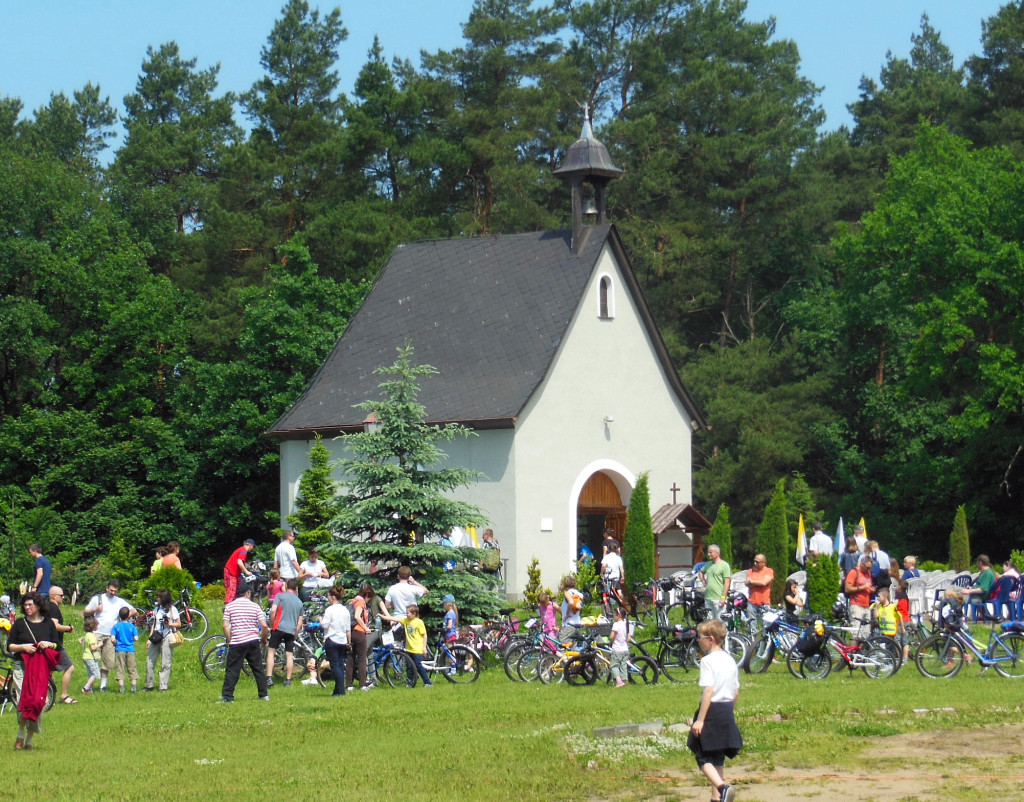
Teren sanktuarium

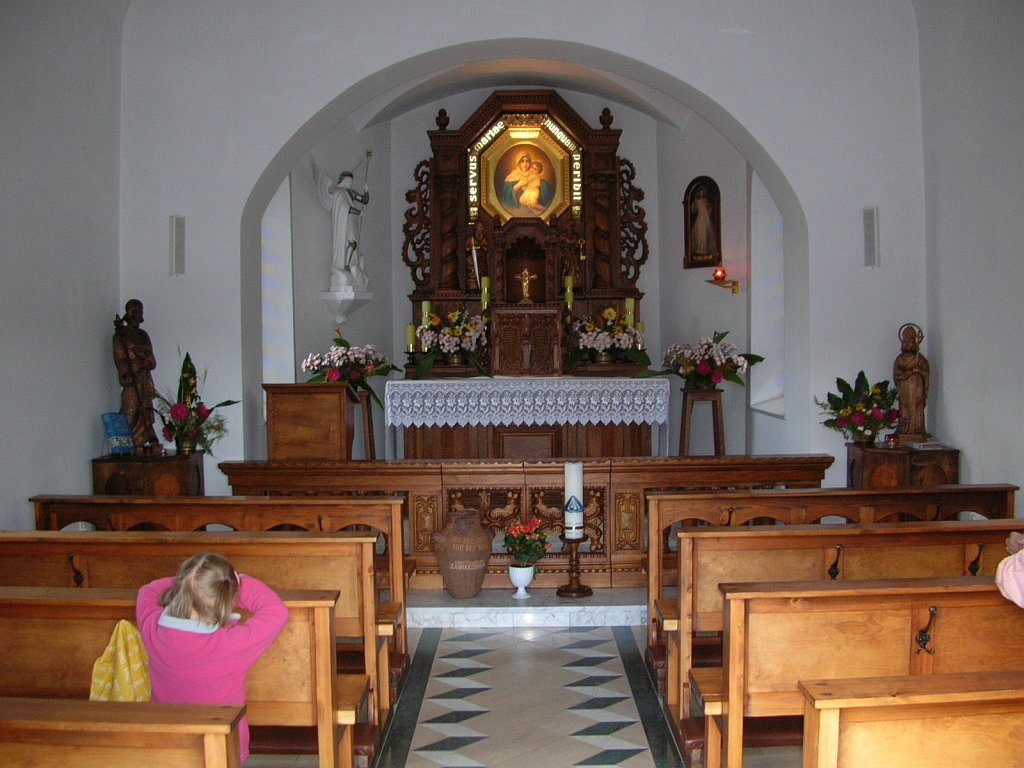
Wnętrze sanktuarium

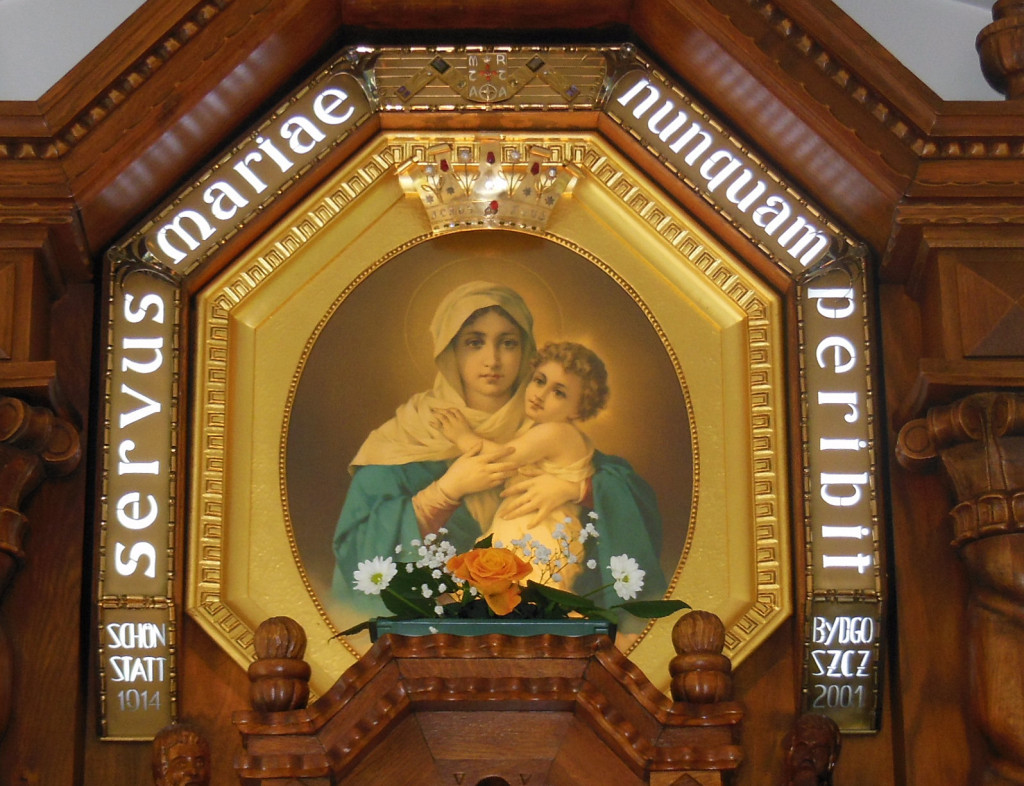
Obraz Matki Bożej

Sanktuarium Matki Bożej Trzykroć Przedziwnej w Bydgoszczy – kaplica publiczna, szensztackie Sanktuarium Zawierzenia.
Jest jednym z sześciu sanktuariów na terenie diecezji bydgoskiej, jednym z sześciu sanktuariów Ruchu Szensztackiego na terenie Polski oraz jednym ze 180 istniejących na świecie sanktuariów tego typu.
Świątynia powstała jako dar Roku Jubileuszowego 2000 i została poświęcona 16 czerwca 2001 r. przez arcybiskupa Henryka Muszyńskiego.

## Położenie i forma zewnętrzna
Sanktuarium znajduje się na leśnej polanie, na wschodniej krawędzi doliny rzeki Brdy w rejonie osiedla Piaski w Bydgoszczy.
Zostało wzniesione na wzór kaplicy w Schönstatt (Vallendar k. Koblencji), w której miało miejsce założenie Ruchu Szensztackiego przez ojca Józefa Kentenicha w 1914 roku. Jednym z założeń ruchu jest budowa identycznie wyglądających kaplic, które powstają w miejscach, gdzie zawiązują się nowe wspólnoty, zdolne do tego, by je utrzymać.
Sanktuarium w Bydgoszczy jest położone na peryferiach miasta, w niezurbanizowanym otoczeniu, w pobliżu rzeki i dużego kompleksu leśnego. 
Mieści się w niewielkiej świątyni, dostępnej dla wiernych o każdej godzinie dnia.

## Wnętrze
We wnętrzu znajduje się barokowy ołtarz z obrazem Matki Bożej, figurami Apostołów Piotra i Pawła oraz figurą św. Michała Archanioła. 
Obraz Matki Bożej Trzykroć Przedziwnej, Zwycięskiej Królowej z Szensztatu jest kopią dzieła stworzonego w końcu XIX wieku przez włoskiego malarza Luigi Crosio (1835 - 1915). Obraz odzwierciedla głęboką więź Chrystusa i Maryi.

## Historia
Początki Ruchu Szensztackiego na terenie Bydgoszczy sięgają okresu powojennego, ale bardziej zorganizowaną formę przyjęły w 1985 r. Przybył wtedy do Bydgoszczy na zaproszenie ks. Prymasa Józefa Glempa oraz ks. biskupa Jana Nowaka Szensztacki Instytut Sióstr Maryi – wspólnota życia konsekrowanego wchodząca w skład międzynarodowego Dzieła Szensztackiego. Siostry zamieszkały na terenie parafii farnej i podjęły pracę formacyjno-apostolską wśród dziewcząt, matek i rodzin. 
Wkrótce na terenie miasta powstała wspólnota, która stała się duchowym centrum Ruchu w Archidiecezji Gnieźnieńskiej. 
Konsekwencją rozwoju wspólnot na terenie miasta i archidiecezji było powstanie kaplicy, którą wystawiło w Roku Jubileuszowym 2000 Stowarzyszenie Budowy i Utrzymania Sanktuarium Matki Bożej Trzykroć Przedziwnej oraz Diecezjalnego Centrum Szensztackiego w Bydgoszczy. 
Budowa odbyła się przy poparciu arcybiskupa Henryka Muszyńskiego, który 27 czerwca 2000 r. poświęcił kamień węgielny, a gotową świątynię rok później - 16 czerwca 2001 r.
W dalszej perspektywie przewidziana jest budowa ośrodka formacyjnego dla dzieci, młodzieży, matek i rodzin.
Każde z sanktuariów szensztackich posiada swoje przesłanie. Bydgoskie nosi nazwę Sanktuarium Zawierzenia, w odróżnieniu od istniejących już wcześniej sanktuariów:
- Wierności w Otwocku (1981 r.),
- Syjonu w Józefowie k. Warszawy (1988 r.),
- Wieczernika w Winowie k. Opola (1988 r.),
- Przymierza na Górze Chełmskiej w Koszalinie (1991 r.),
- Jedności w Zabrzu-Rokitnicy (2000 r.).

## Patronka sanktuarium
Matka Boża przedstawiana na obrazie w sanktuarium szensztackim czczona jest pod tytułem: Matka Boża Trzykroć Przedziwna (łac. Mater Ter Admirabilis) jako Matka i Wychowawczyni nowego człowieka i nowej wspólnoty według nauki Ewangelii. Tytuł ten wskazuje na wyjątkowe działanie Trójcy Świętej w osobie Maryi jako:
1. wybranej Córki Boga Ojca,
2. Matki Syna Bożego,
3. Oblubienicy Ducha Świętego.

Jej szczególne działanie z tego miejsca polega na wypraszaniu pielgrzymom trzech łask: 
1. łaski zadomowienia,
2. łaski wewnętrznej przemiany,
3. łaski skutecznego apostolstwa.

18 czerwca 2011 roku biskup bydgoski Jan Tyrawa ukoronował obraz Matki Bożej Trzykroć Przedziwnej obierając Maryję Królową Zawierzenia.

## Charyzmat
Sanktuarium jest szczególnym miejscem dla Ruchu Szensztackiego. To symbol zadomowienia i spotkania ze Zbawicielem oraz Jego Matką.  Jest ono miejscem adoracji Chrystusa w Najświętszym Sakramencie oraz oddawania czci Maryi w obrazie Matki Bożej Trzykroć Przedziwnej.
Sanktuarium na Piaskach jest duchowym centrum Ruchu Szensztackiego dla diecezji bydgoskiej oraz ościennych: gnieźnieńskiej, toruńskiej oraz miejscem pielgrzymkowym dla osób przybywających indywidualnie, bądź w zorganizowanych grupach z kraju, a nawet spoza jego granic. 
W każdą niedzielę o godz. 15 odprawiane jest nabożeństwo zawierzenia, w którym uczestniczą wspólnoty szensztackie, oraz zwykli wierni. 
Do sanktuarium w maju udają się pielgrzymki wiernych z katedry w Bydgoszczy oraz odbywają się różnorodne nabożeństwa i imprezy religijne. Osoby oraz rodziny włączone do Ruchu Szensztackiego w sanktuarium zawierają akty Przymierza Miłości z Maryją.
Odpust w Sanktuarium Matki Bożej Trzykroć Przedziwnej w Bydgoszczy przypada w dniu 16 czerwca, który jest rocznicą jego poświęcenia.